# Pápa
Pápa  este un oraș în districtul Pápa, județul Veszprém, Ungaria, având o populație de 31.465 de locuitori (2011). 

## Demografie
Componența etnică a orașului Pápa
     Maghiari (94,9%)
     Romi (1,96%)
     Germani (1,44%)
     Necunoscut (1,01%)
     Alții (0,69%)
Componența confesională a orașului Pápa
     Romano-catolici (44,35%)
     Reformați (11,95%)
     Fără religie (8,11%)
     Luterani (6,56%)
     Necunoscută (27,98%)
     Alte religii (2,13%)
Conform recensământului din 2011, orașul Pápa avea 31.465 de locuitori. Din punct de vedere etnic, majoritatea locuitorilor (94,9%) erau maghiari, existând și minorități de romi (1,96%) și germani (1,44%). Apartenența etnică nu este cunoscută în cazul a 1,01% din locuitori. Nu există o religie majoritară, locuitorii fiind romano-catolici (44,35%), reformați (11,95%), persoane fără religie (8,11%) și luterani (6,56%). Pentru 27,98% din locuitori nu este cunoscută apartenența confesională.

## Personalități născute aici
- Lajos Bruck (1846 – 1910), pictor;
- Ö. Fülöp Beck (1873 – 1945), sculptor;
- Yaakov Yitzchak Neumann (1920 - 2007), rabin;
- Andrew Laszlo (1926 – 2011), cineast;
- Gábor Kuncze (n. 1950), om politic;
- László Kövér (n. 1959), om politic;
- Ferenc Gyurcsány (n. 1961), om politic;
- Norbert Mészáros (n. 1980), fotbalist;
- Éva Orbán (n. 1984), atletă.